# Kvickdrag
Kvickdrag eller COPD (Chronic Obstructive Pulmonary Disease) är en sjukdom hos hästar, oftast en följdsjukdom efter kronisk bronkit eller på grund av damm-, mögel- eller höallergi. 
Vid kvickdrag förstörs lungblåsorna, alveolerna, oftast på grund av dålig stallmiljö, men även om hästen har kronisk bronkit eller har gått en längre tid med hästinfluensa. Syreupptagningsförmågan försämras avsevärt. Kvickdrag kan jämföras med KOL hos människor.

## Symptom
Eftersom lungblåsorna förstörs måste hästen oftast göra dubbla utandningar. Det syns på flankerna, som slår dubbelt vid utandning. Hos många hästar följs andningsproblemen av nedsatt prestationsförmåga och hosta samt rinnande näsborrar. En del hästar går även ner i vikt. Hos hästar som haft kvickdrag länge kan en rand uppträda på undersidan av buken. Den kallas kvickdragsrand och beror på att bukmusklerna växer på grund av ansträngningen.  
Symptomen kommer oftast smygande och sjukdomsförloppet är ganska långsamt, men hos hästar med nedsatt immunförsvar kan sjukdomen utbryta snabbt, t.ex. vid förkylningar, hos gamla hästar eller hos föl. Symptomen kan minska eller nästan försvinna helt under slutet av våren och över sommaren då det är varmt och hästen vistas mycket utomhus.
Symptom är försvårad och känsligare andning - varav pipljud kan höras - med dubbla flankslag, hosta och slapphet. "Kvickdragsranden" syns under revbenen när hästen andas ut.

## Behandling
I första hand behandlas hästen förebyggande. Gärna lösdrift eller utebox, annars så lång utevistelse som möjligt och uppstallning på dammfritt strö såsom pappersströ eller torv - aldrig halm då det dammar och innehåller mögelpartiklar. Hästen bör utfodras med hösilage istället för hö, eller blötlagt hö för att minska dammpartiklar. 
Blir hästen inte bättre trots miljöåtgärder finns medicinska behandlingar att sätta in. Ventipulmin vidgar luftrören och ger bättre ciliemotilitet i luftrören så att slem transporteras bort lättare. I längre gångna fall kan även behandling med kortison vara nödvändig för att häva inflammationssymptomen. Dessa behandlingar kan ges antingen i fodret eller via en inhalationsmask. 